# Ressource non renouvelable

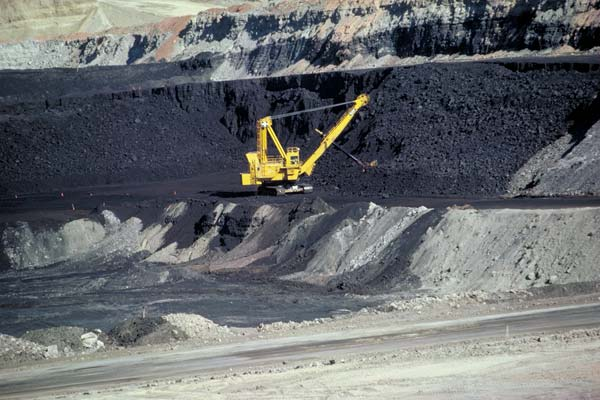
Mine de charbon au Wyoming, États-Unis, en 2004.

Une ressource naturelle est qualifiée de non renouvelable ou épuisable lorsque sa vitesse de destruction dépasse, largement ou non, sa vitesse de création. Le sol se forme en quelques siècles à plusieurs millénaires suivant les conditions chimiques, physiques et biologiques et est actuellement détruit dans certaines régions en quelques dizaines d'années, voire quelques années. On peut aussi rapprocher l'actuelle destruction accélérée des espèces d'une ressource . On parle au contraire de ressource renouvelable lorsque leur production est possible sur un temps court (production animale, végétale…) et ne consomme pas elle-même une ressource non renouvelable, ou lorsque la ressource n'est pas détruite par l'usage (énergie hydroélectrique, énergie marémotrice, énergie éolienne, énergie solaire).
Les projections actuelles montrent que le pétrole, qui a mis plusieurs dizaines de millions d'années à se former, sera épuisé au cours du XXIe siècle. Cependant, le pétrole n'est pas la seule ressource non renouvelable. D'autres ressources risquent d'arriver à épuisement avant le pétrole, au rythme actuel de consommation : le terbium, le hafnium, l'argent, l'antimoine, le palladium, l'or, le zinc, l'indium, l'étain, le plomb, le lithium, le tantale, le cuivre, l'uranium, le nickel, etc.

## Modèles économiques
La prise de conscience du caractère non renouvelable de certaines ressources est relativement récente. Par exemple, Jean-Baptiste Say affirmait : « Les richesses naturelles sont inépuisables, car, sans cela, nous ne les obtiendrions pas gratuitement. Ne pouvant être ni multipliées ni épuisées, elles ne sont pas l’objet des sciences économiques ».
La rente d'Hotelling est un modèle de gestion des ressources non renouvelables élaboré en 1931 par Harold Hotelling. Elle montre que l'exploitation efficace d'une ressource non renouvelable et non augmentable conduirait, dans des conditions économiques stables par ailleurs, à l'épuisement de la ressource. La règle établit que cela conduirait à un prix net de la ressource qui croîtrait annuellement à un taux égal au taux d'intérêt, reflétant la rareté croissante de la ressource.
La loi de Hartwick (en) fournit un résultat important sur la durabilité du bien-être dans une économie qui utilise des ressources renouvelables.

## Histoire
Il semble que le problème de renouvellement des ressources, ou plus exactement l'incapacité des classes dirigeantes à prendre la mesure du problème, ait été un élément important de la plupart des disparitions de civilisations dans le passé.
La civilisation occidentale s'est déjà trouvée face à ce problème dans le passé. « Les Européens vivaient au cours du haut Moyen Âge au cœur de vastes forêts. Après 1250 leur compétence en déforestation devint si grande que vers 1500 ils manquaient de bois pour le chauffage et la cuisine. Ils se trouvaient menacés d'un déclin nutritionnel à cause de l'élimination de l'importante ressource de gibier qui avait habité les forêts nouvellement disparues, et qui au long du Moyen Âge avait constitué la base de leur régime carnivore hautement protéiné. Vers 1500 l'Europe était au bord d'un désastre énergétique et nutritionnel, dont elle ne fut sauvée au cours du XVIe siècle que par l'arrivée du charbon et de la pomme de terre. » (Norman Cantor) 
Avant ce sauvetage inespéré, le problème avait été identifié et des efforts menés pour le résoudre. À partir du XIVe siècle, les nombreuses mises « en deffens » des espaces forestiers et les premières réglementations seigneuriales, comme l'ordonnance de Brunoy, permettent de mieux protéger les espaces forestiers de la déforestation irréversible. De plus, les malheurs du temps vont favoriser une certaine « reconquête forestière » aux dépens des espaces cultivés (multiplication des villages abandonnés). En 1515 François Ier établit la première réglementation royale pour protéger la ressource forestière. Elle est reprise par l'ordonnance de Louis XIV sur le fait des eaux et forêts du 13 août 1669, qui constitue la base de la législation actuelle, mais n'a commencé à porter ses fruits qu'au cours du XIXe siècle, faisant actuellement de la France un des pays les plus boisés d'Europe et un des rares pays au monde dont la surface forestière est croissante. 
D'autres sociétés ont su mettre en place des réponses au problème du renouvellement des ressources. Ainsi en 1666, alors que le Japon commence lui aussi à manquer de bois, le shogunat met en place un plan national pour interdire les coupes et replanter les forêts ; mais en s'appuyant désormais sur les importations de bois il exporte la déforestation. Vers 1600 également les habitants de l'île micronésienne de Tikopia viennent en concurrence avec les porcs, qui constituent la part carnée de leur alimentation, pour l'accès aux aliments végétaux, et décident de les exterminer, repoussant ainsi les limites à leur croissance.
En 1864, dans un contexte de révolution industrielle, George Perkins Marsh écrit dans L'Homme et la Nature : « L’homme a trop longtemps oublié que la terre lui a été donnée pour qu’il en utilise le seul usufruit, non pour qu'il l'épuise, encore moins pour la gaspiller de manière éhontée ».
Dès le début du XXe siècle des inquiétudes existent sur la pérennité des ressources. En 1908 le président Théodore Roosevelt déclare dans un discours « Nous nous sommes enrichis de l'utilisation prodigue de nos ressources naturelles et nous avons de justes raisons d'être fiers de nos progrès. Mais le temps est venu d'envisager sérieusement ce qui arrivera quand nos forêts ne seront plus, quand le charbon, le fer et le pétrole seront épuisés, quand le sol aura été appauvri et lessivé vers les fleuves, polluant leurs eaux, dénudant les champs et faisant obstacle à la navigation. »
Après la Seconde Guerre mondiale et avec la reconstruction, la protection des ressources n'est pas à l'ordre du jour, mais dès 1964, dans Avant que nature meure, Jean Dorst tire de nouveau la sonnette d'alarme : « L'homme moderne dilapide d'un cœur léger les ressources non renouvelables, combustibles naturels, minéraux, ce qui risque de provoquer la ruine de la civilisation actuelle. »
Le début des années 1970 voit une prise de conscience généralisée du problème. Une des études les plus médiatisées est celle commandée par le club de Rome au Massachusetts Institute of Technology dont les conclusions ont été publiées en France en 1972 sous le titre Halte à la croissance ?. Deux mises à jour en ont été faites (en 1993 et 2004) qui valident dans le principe les conclusions de 1972.